# Alec Utgoff

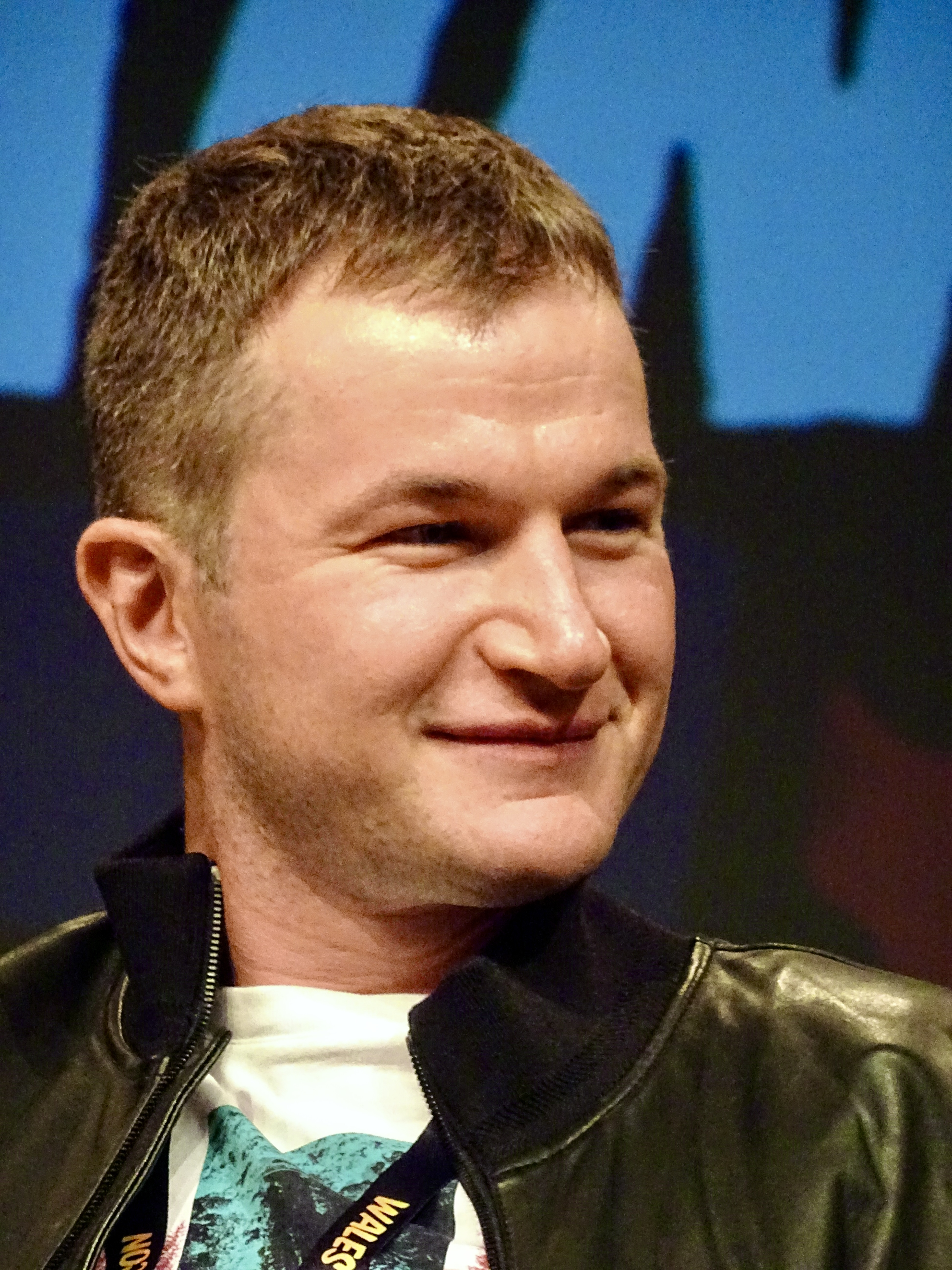
Alex Utgoff (2022)

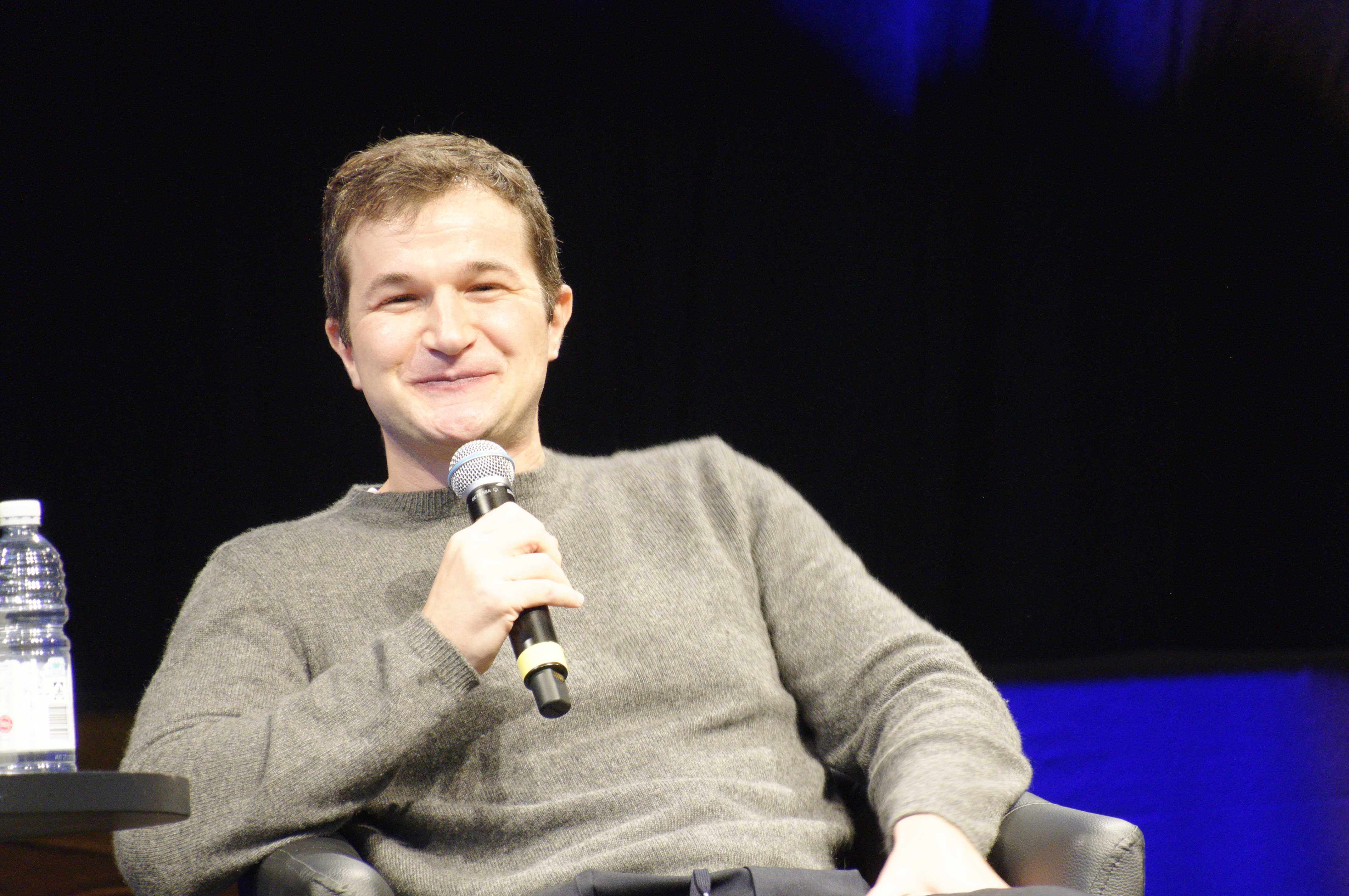
Alec Utgoff auf der Comic Con Germany 2022 in Stuttgart

Alec Vladimirovich Utgoff (russisch Олег Владимирович Утгоф Oleg Wladimirowitsch Utgof; * 1. März 1986 in Kiew, Ukrainische SSR, Sowjetunion) ist ein britischer Schauspieler ukrainischer Herkunft. Internationale Bekanntheit erlangte er durch die Rolle des Wissenschaftlers Dr. Alexei aus der dritten Staffel der Serie Stranger Things.

## Leben und Karriere
Alec Utgoff wurde als Sohn einer Dirigentin und eines Herzchirurgen in Kiew in der damaligen Ukrainischen Sozialistischen Sowjetrepublik geboren. Sein Bruder Alan arbeitet als Finanzberater und lebt, wie auch die Eltern, bis heute in der Ukraine. Im Alter von elf Jahren zog Utgoff nach London. Früh entschied er sich für eine Schauspielkarriere und besuchte nach der Schule das renommierte Drama Centre London. 2010 schloss er es mit einem Master of Arts ab. Im selben Jahr übernahm er seine ersten Rolle vor der Kamera mit einem Gastauftritt in der Serie Spooks – Im Visier des MI5 und der kleinen Rolle des Fedka im Spielfilm The Tourist.
2012 war er im Thriller The Seasoning House als Josif zu sehen. Es folgten Rollen im Sci-Fi-Horrorfilm Outpost: Rise of the Spetsnaz und im Fernsehfilm Legacy. 2014 spielte er die Rolle des Aleksandr Borovsky in Jack Ryan: Shadow Recruit. Zwischen 2013 und 2014 war er in der Serie The Wrong Mans – Falsche Zeit, falscher Ort als Dimitri in einer Nebenrolle zu sehen. Seitdem folgten kleine Rollen in den Filmen Mortdecai – Der Teilzeitgauner, San Andreas, Mission: Impossible – Rogue Nation und Verräter wie wir. Seinen internationalen Durchbruch erlangte er durch die Rolle des Wissenschaftlers Dr. Alexei aus der dritten Staffel der Netflix-Originalproduktion Stranger Things.
Neben Ukrainisch spricht Utgoff auch fließend Englisch und Russisch.

## Filmografie (Auswahl)
- 2010: Spooks – Im Visier des MI5 (Spooks, Fernsehserie, Episode 9x06)
- 2010: The Tourist
- 2011: The Why Men (Kurzfilm)
- 2012: The Seasoning House
- 2013: Common People
- 2013: Outpost: Rise of the Spetsnaz
- 2013: Legacy (Fernsehfilm)
- 2013–2014: The Wrong Mans – Falsche Zeit, falscher Ort (The Wrong Mans, Fernsehserie, sechs Episoden)
- 2014: Jack Ryan: Shadow Recruit
- 2015: Mortdecai – Der Teilzeitgauner (Mortdecai)
- 2015: San Andreas
- 2015: Mission: Impossible – Rogue Nation
- 2015: Riverdale (Fernsehserie, Episode 1x03)
- 2016: Verräter wie wir (Our Kind of Traitor)
- 2016: Power Monkeys (Miniserie, sechs Episoden)
- 2017: Lotus (Kurzfilm)
- 2019: Stranger Things (Fernsehserie, vier Episoden)
- 2020: Dracula (Miniserie, Episode 1x02)
- 2020: Der Masseur (Never Gonna Snow Again)
- 2024: Gladiator II